# Juno Temple
Juno Violet Temple (Londra, 21 luglio 1989) è un'attrice britannica.

## Biografia
Juno Temple è figlia della produttrice Amanda Pirie e del regista Julien Temple. Cresciuta nel Somerset, ha frequentato la Enmore Primary School, la Bedales School ed il King's College. Ha due fratelli: Leo e Felix Temple. Ha cominciato la sua carriera recitando in due film diretti dal padre, il primo nel 1997: Vigo - Passion for Life, un film sulla vita del regista francese Jean Vigo e il secondo nel 2000: Pandaemonium, ispirato alla vita del poeta romantico Samuel Taylor Coleridge. Ha preso parte ai provini per il ruolo di Luna Lovegood in Harry Potter e L'ordine della Fenice, ma è stata scartata e il ruolo è stato affidato a Evanna Lynch. Con ottime critiche ha poi recitato in vari film, quali Diario di uno scandalo, St.Trinian's, Wild Child e L'altra donna del re.
Nel 2009, all'età di 20 anni, ha partecipato alla commedia Anno uno con Jack Black e Michael Cera e al pluri-premiato Mr. Nobody di Jaco Van Dormael. L'anno dopo ha recitato insieme a Milla Jovovich nel film Dirty Girl, presentato al Festival Internazionale del film di Toronto e in seguito nella pellicola indipendente The mother of Invention prodotto da Funny or Die. Nel 2011 ha interpretato Anna D'Austria ne I tre moschettieri di Paul W.S. Anderson, al fianco di Matthew Macfadyen, Logan Lerman, Orlando Bloom, Milla Jovovich, Christoph Waltz e Mads Mikkelsen. Nello stesso anno viene scelta da Christopher Nolan per il suo terzo film della trilogia de Il cavaliere oscuro dell'universo di Batman (qui interpretato da Christian Bale), ispirato ai fumetti di Frank Miller, Il cavaliere oscuro - Il ritorno (The Dark Knight Rises). Nel film Juno interpreta il personaggio di Jen, un'amica e complice di Selina Kyle (Anne Hathaway), alias Catwoman.
Nel 2023-2024 è protagonista, nel ruolo della casalinga apparentemente tranquilla Dorothy Lyon, della quinta stagione della serie televisiva antologica ideata da Noah Hawley Fargo, al fianco di Jennifer Jason Leigh e Jon Hamm.

## Filmografia parziale

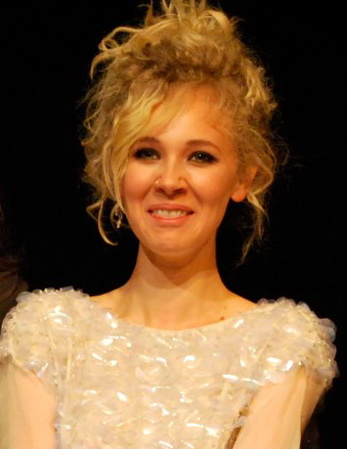
Juno Temple nel 2009

### Attrice

#### Cinema
- Vigo: Passion for Life, regia di Julien Temple (1997)
- Pandaemonium, regia di Julien Temple (2000)
- Diario di uno scandalo (Notes on a Scandal), regia di Richard Eyre (2006)
- Espiazione (Atonement), regia di Joe Wright (2007)
- St. Trinian's, regia di Oliver Parker e Barnaby Thompson (2007)
- L'altra donna del re (The Other Boleyn Girl), regia di Justin Chadwick (2008)
- Wild Child, regia di Nick Moore (2008)
- Anno uno (Year One), regia di Harold Ramis (2009)
- Cracks, regia di Jordan Scott (2009)
- Mr. Nobody, regia di Jaco Van Dormael (2009)
- Glorious 39, regia di Stephen Poliakoff (2009)
- St.Trinian's 2 - La leggenda del tesoro segreto (St Trinian's 2 - The Legend of Fritton's Gold), regia di Oliver Parker e Barnaby Thompson (2009)
- Lo stravagante mondo di Greenberg (Greenberg), regia di Noah Baumbach (2010)
- Kaboom, regia di Gregg Araki (2010)
- Dirty Girl, regia di Abe Sylvia (2010)
- I tre moschettieri (The Three Musketeers), regia di Paul W. S. Anderson (2011)
- Killer Joe, regia di William Friedkin (2011)
- Little Birds, regia di Elgin James (2011)
- Small Apartments, regia di Jonas Åkerlund (2012)
- Il cavaliere oscuro - Il ritorno (The Dark Knight Rises), regia di Christopher Nolan (2012)
- Jack and Diane, regia di Bradley Rust Grey (2012)
- Botte di fortuna (The Brass Teapot), regia di Ramaa Mosley (2012)
- Lovelace, regia di Rob Epstein e Jeffrey Friedman (2013)
- Magic Magic, regia di Sebastián Silva (2013)
- Afternoon Delight, regia di Jill Soloway (2013)
- Horns, regia di Alexandre Aja (2013)
- Maleficent, regia di Robert Stromberg (2014)
- Sin City - Una donna per cui uccidere (Sin City: A Dame to Kill For), regia di Robert Rodriguez e Frank Miller (2014)
- Via dalla pazza folla (Far from the Madding Crowd), regia di Thomas Vinterberg (2015)
- Black Mass - L'ultimo gangster (Black Mass), regia di Scott Cooper (2015)
- Away, regia di David Blair (2016)
- La donna più odiata d'America (The Most Hated Woman in America), regia di Tommy O'Haver (2017)
- La ruota delle meraviglie - Wonder Wheel (Wonder Wheel), regia di Woody Allen (2017)
- Pretenders (The Pretenders), regia di James Franco (2018)
- Unsane, regia di Steven Soderbergh (2018)
- Lost Transmissions, regia di Katharine O'Brien (2019)
- Maleficent - Signora del male (Maleficent: Mistress of Evil), regia di Joachim Rønning (2019)
- Palmer, regia di Fisher Stevens (2021)
- Venom: The Last Dance, regia di Kelly Marcel (2024)

#### Televisione
- Vinyl – serie TV, 10 episodi (2016)
- Philip K. Dick's Electric Dreams – serie TV, episodio 1x02 (2017)
- Dirty John – serie TV, 7 episodi (2018-2019)
- Little Birds – serie TV, 6 episodi (2020)
- Ted Lasso – serie TV, 34 episodi (2020-2023)
- Mr. Corman – serie TV, episodi 1x06-1x07 (2021)
- The Offer, regia di Dexter Fletcher, Adam Arkin, Colin Bucksey e Gwyneth Horder-Payton – miniserie TV (2022)
- Fargo – serie TV, 10 episodi (2023-2024)

## Riconoscimenti
- British Academy of Film and Television Arts
  - 2013 – Miglior attrice emergente[4]

- Premio Emmy[5]
  - 2021 – Candidatura per la migliore attrice non protagonista in una serie commedia per Ted Lasso
  - 2022 – Candidatura per la migliore attrice non protagonista in una serie commedia per Ted Lasso
  - 2023 – Candidatura per la migliore attrice non protagonista in una serie commedia per Ted Lasso

- Screen Actors Guild Award
  - 2021 – Candidatura per il miglior cast in una serie commedia per Ted Lasso
  - 2022 – Candidatura per la migliore attrice in una serie commedia per Ted Lasso
  - 2022 – Miglior cast in una serie commedia per Ted Lasso

## Doppiatrici italiane
Nelle versioni in italiano delle opere in cui ha recitato, Juno Temple è stata doppiata da:
- Rossa Caputo in Espiazione, I tre moschettieri, Il cavaliere oscuro - Il ritorno, Via dalla pazza folla, Black Mass - L'ultimo gangster, La donna più odiata d'America, Unsane, Fargo
- Veronica Puccio in Anno uno, Lo stravagante mondo di Greenberg, Wild Child, Killer Joe
- Valentina Favazza in Kaboom, Venom: The Last Dance
- Gemma Donati in Sin City - Una donna per cui uccidere, Dirty John
- Micaela Incitti in Maleficent, Maleficent - Signora del male
- Giulia Franceschetti in Diario di uno scandalo
- Letizia Ciampa in Small Apartments
- Alessia Amendola in Botte di fortuna
- Sara Ferranti in Lovelace
- Ludovica Bebi in Vinyl
- Ilaria Stagni ne La ruota delle meraviglie - Wonder Wheel
- Joy Saltarelli in Philip K. Dick’s Electric Dreams
- Annalisa Usai in Ted Lasso, Palmer
- Tiziana Avarista in The Offer